# 대학 축구

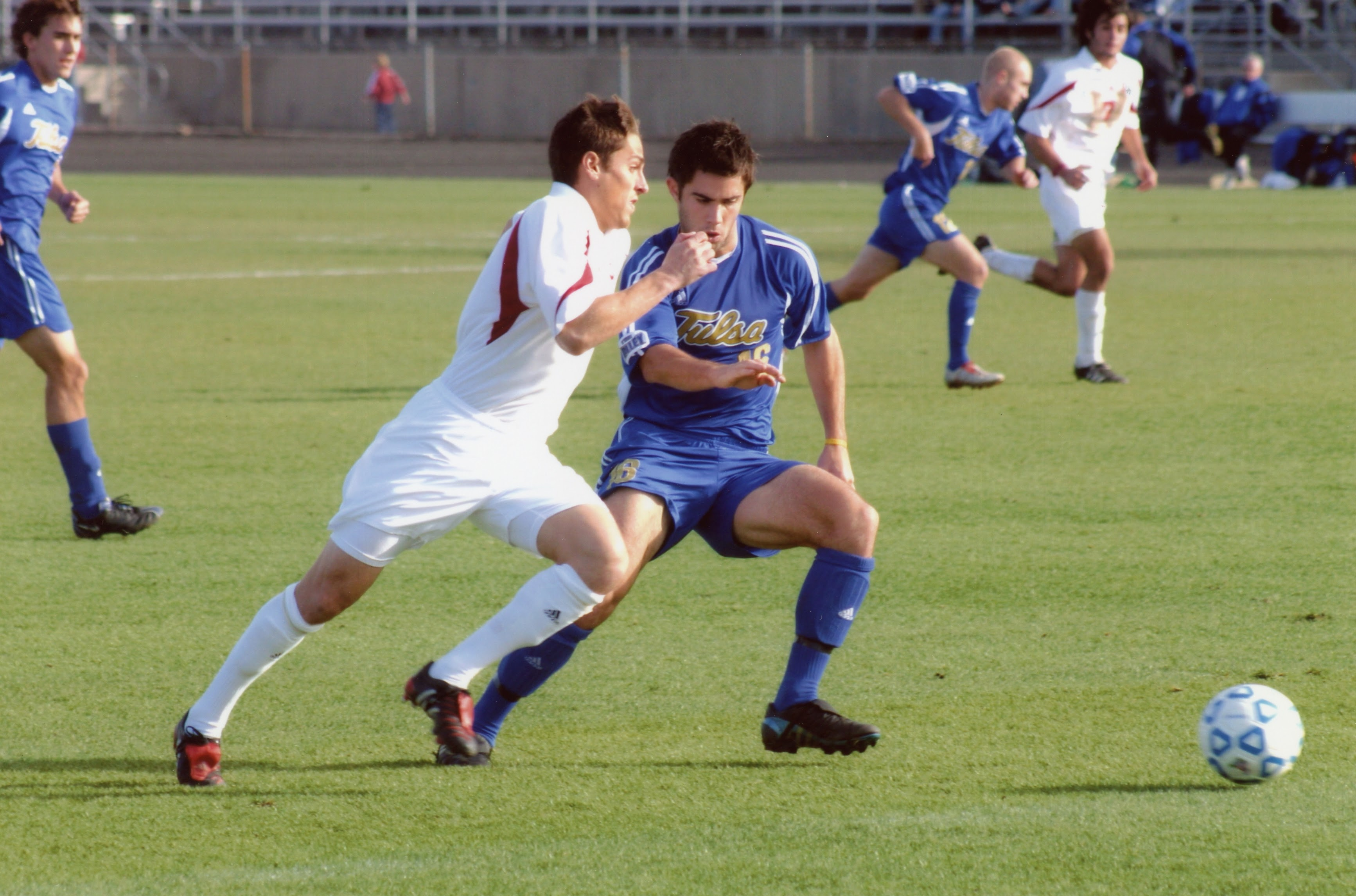
인디애나 대학교와 털사 대학교 간의 NCAA 챔피언십 경기

대학 축구(大學蹴球)는 대학교에 재학 중인 축구 선수들로 구성된 팀들의 경기를 말한다. 미국의 대학리그가 가장 널리 알려져 있지만 일본, 대한민국, 캐나다, 남아프리카 공화국, 필리핀 등에서도 대학 축구를 진행하며, 영국 또한 대학 리그를 운영한다. 기관은 일반적으로 전임 전문 코치와 스태프를 고용하지만 학생들은 대부분 아마추어 선수로 분류되기에 학생들에게 보수는 따로 지급되지 않는다. 미국의 대학 축구는 주요 대학의 스포츠 규제 기관인 NCAA(전미 대학 체육 협회)와 소규모 대학의 관리 기관이 후원으로 진행 된다. 이 리그는 사이드라인에서 사이드라인까지 약 70~75야드(너비), 골라인에서 골라인까지 115~120야드(길이)의 직사각형 필드에서 진행된다.
미국의 대학 축구팀은 가을 시즌 내내 다양한 콘퍼런스 및 비콘퍼런스 경기와 컬리지 컵이라는 포스트 시즌 토너먼트를 진행한다. 루이스 대학교 빌리켄스는 대학 컵에서 10번 우승한 가장 유명한 남자 팀이며 앤스 도런스 감독이 이끄는 노스캐롤라이나 대학교는 대학 컵에서 21번 우승한 가장 대표적인 여자 대학 축구부이다.
매년 최고의 남녀 대학 축구 선수에게는 헤르만 트로피가 수여된다.
대학 졸업 후, 최고의 남자 선수들은 종종 메이저 리그 사커 또는 기타 프로 리그에서 프로로 뛰며, 최고의 여자 축구 선수들은 내셔널 위민스 사커 리그 또는 프랑스의 디비지옹 1 페미닌 포함한 전 세계의 다른 프로 축구 리그에서 프로로 뛸 수 있다. (스웨덴의 다말스벤스칸, 독일의 프라우엔-분데스리가, 호주의 A리그 위민 또는 일본의 일본 여자 축구 리그 등)

## 같이 보기
- 대한민국의 대학 축구